# Рекша
Рекша (санскр. ऋक्ष; IAST: Ṛkṣa) или Думракша (санскр. दुंरक्ष; IAST: Duṁrakṣa) — царь в индуистской мифологии, сын Аджамиды и Думини из Лунной династии. По легенде, он является потомком Бхараты (Махараджи Бхаратакханды). Он правил своим царством с центром в Хастинапуре, основанном его прадедом Хасти. Согласно Махабхарате (том I, Адипарва), он женился на Вимале и имел сына по имени Самварана . Рекша — дед Куру, основателя Курукшетры, святого места в Индии.